# Betong (bahagian)
Betong (Bahagian Betong) is een deelgebied (bahagian) van de deelstaat Sarawak op Borneo in Maleisië.
Het heeft een oppervlakte van 4.180,8 km² en een inwonersaantal van circa 99.800.
Het Saribas-gebied in de bahagian ligt tussen drie grote rivieren; de Batang Layar, Batang Paku, en de Batang Rimbas. Het staat bekend om zijn Iban-langhuizen.

## Bestuurlijke indeling
De bahagian Betong is onderverdeeld in twee districten (daerah):
- Betong
- Saratok

## Geografie

### Steden
Steden zijn onder andere Spaoh, Debak en Pusa.
Betong · Bintulu · Kapit · Kuching · Limbang · Miri · Mukah · Samarahan · Sarikei · Sibu · Sri Aman